# Croque-monsieur

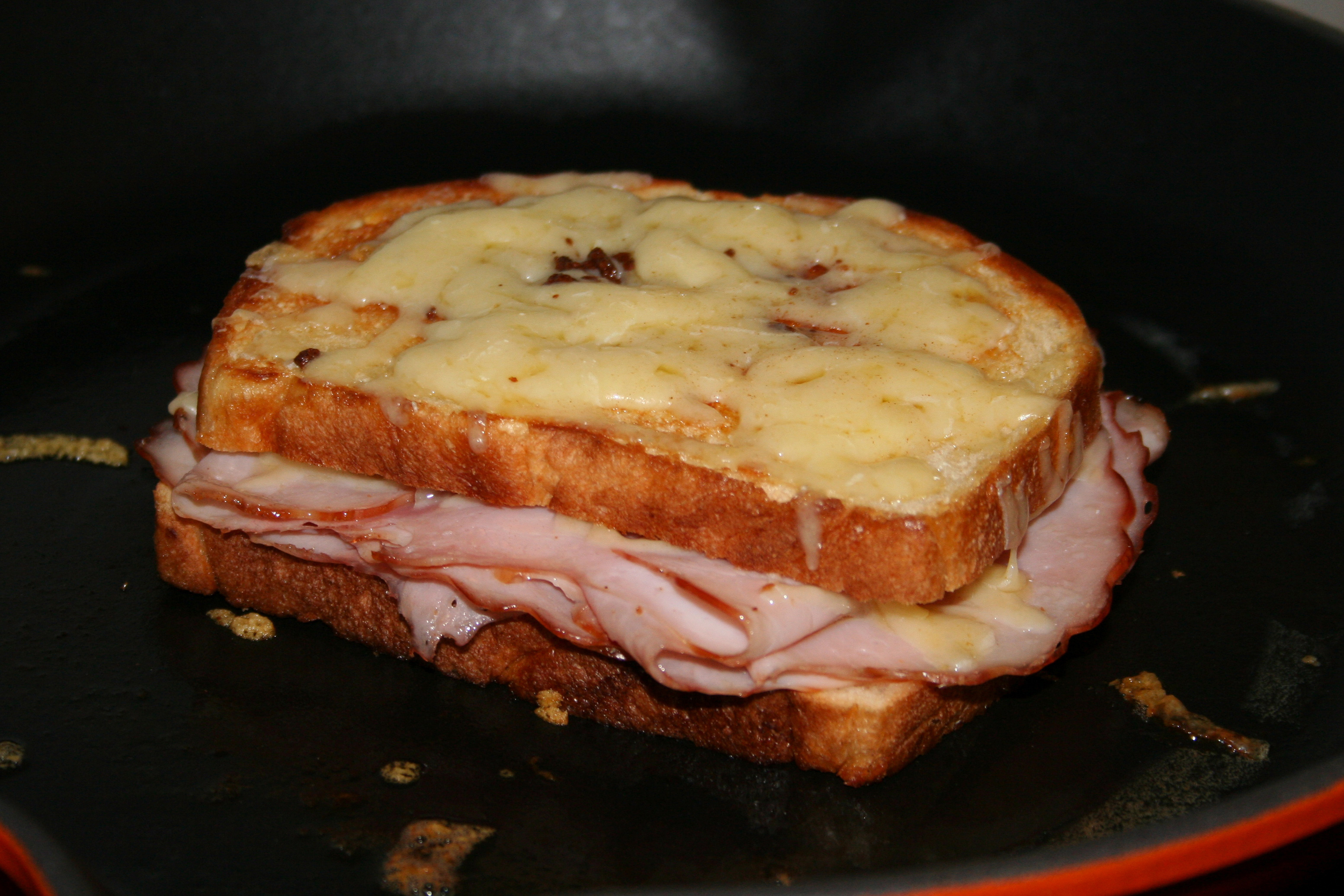
Croque-monsieur gratinado.

El croque-monsieur es un sándwich elaborado con pan de molde, jamón cocido y queso, generalmente de emmental o gruyer, asado al horno, a la plancha o en una sartén. La mayoría de las veces se sirve gratinado.

## Historia
El croque-monsieur apareció por primera vez en la carta de un café parisino en 1910, pero se desconoce el origen de la palabra. Fue mencionado en la novela de Marcel Proust A la sombra de las muchachas en flor (À l'ombre des jeunes filles en fleurs), publicada en 1919:

"ahora bien, al salir del concierto, como, al reanudar el camino que va hacia el hotel, nos habíamos detenido un momento sobre el muelle, mi abuela y yo, para intercambiar algunas palabras con la Sra. de Villeparisis que nos anunciaba que había solicitado para nosotros en el hotel unos «croque-monsieur» y huevos a la crema..."
Marcel Proust, À l'ombre des jeunes filles en fleurs, 1919

## Variantes
Su variante más conocida es el croque-madame, que lleva un huevo a la plancha o un huevo frito encima. Su nombre se debe a que recordaba el tocado de las damas de principios de siglo XX.
Se sirven algunas versiones más elaboradas acompañadas de una salsa Mornay o de una béchamel. En algunos países, el pan de molde se moja en huevo batido antes de ser gratinado.
El uitsmijter neerlandés consiste en una o dos rebanadas de pan, cubiertas de jamón cocido, queso y un huevo frito. Proviene de un sándwich muy similar, el strammer Max alemán.
En Hamburgo existe el denominado "Monsieur und Croque Madame" que tiene un huevo frito y algo de carne (muy similar al sándwich mixto con huevo). En la cocina alemana se denomina genéricamente "croque" a dos tostadas de pan con pollo y queso, aunque poco tiene que ver con el croque-monsieur original. La palabra croque es la versión acortada de croque-monsieur en francés.